# Angelo Galateri di Genola
Angelo Maria Galateri di Genola e di Suniglia (Torino, 9 aprile 1912 – Torino, 1º aprile 1998) è stato un generale italiano.

## Biografia
Di nobile famiglia piemontese, iniziò la carriera militare all'Accademia Militare di Artiglieria e Genio del Regio Esercito di Torino, venendo nominato nel 1931 sottotenente di Artiglieria.
Nel 1964 è generale di brigata.
Nel corso della lunga carriera fu comandante della divisione Cremona, del V Corpo d'armata, nel 1969 assume il comando interinale della 3ª Armata a Padova.
Sottocapo di stato maggiore dell'Esercito italiano, è Presidente del Centro alti studi per la difesa (dal 7 settembre 1970 al 10 giugno 1973) presidente del Consiglio superiore delle forze armate e direttore generale della direzione delle armi, munizioni e armamenti terrestri del ministero della Difesa.
Ha concluso la carriera da generale di corpo d'armata, al vertice del Comando delle forze terrestri alleate del Sud Europa. Sposato con Carla Fontana ha avuto quattro figli, il finanziere Gabriele, Marco, imprenditore chimico, Elena, Eugenia.